# Houssain Ouhsaine Ouichou
Houssain Ouhsaine Ouichou (Ouarzazate, 6 april 1980) is een Marokkaans-Nederlands voormalig voetballer die als aanvaller voor FC Volendam, MVV en FC Omniworld speelde.

## Carrière
Houssain Ouhsaine Ouichou speelde in de jeugd van Neerlandia/SLTO. Van 2000 tot 2004 speelde hij voor FC Volendam. Hij debuteerde voor Volendam op 22 oktober 2000, in de met 2-0 gewonnen thuiswedstrijd tegen FC Emmen. Hij kwam in de 85e minuut in het veld voor Eddy Putter. Tijdens zijn basisdebuut, in de met 1-2 gewonnen uitwedstrijd tegen FC Dordrecht op 11 november 2000, maakte hij zijn eerste doelpunt in het betaald voetbal. In 2003 promoveerde FC Volendam naar de Eredivisie, waar het gelijk weer uit degradeerde. Het contract van Ouhsaine Ouichou werd niet verlengd bij Volendam, waardoor hij in 2004 transfervrij de overstap naar MVV kon maken. Na één seizoen bij MVV vertrok hij naar de kersverse profclub FC Omniworld, waar hij ook een seizoen speelde. Hierna bleef hij bij de amateurtak van deze club, waarna hij nog voor de amateurclubs VVSB en FC Chabab speelde.

### Statistieken
| Seizoen                  | Club           | Land           | Competitie     | Competitie | Competitie | Beker | Beker | Totaal | Totaal |
| Seizoen                  | Club           | Land           | Competitie     | Wed.       | Dlp.       | Wed.  | Dlp.  | Wed.   | Dlp.   |
| ------------------------ | -------------- | -------------- | -------------- | ---------- | ---------- | ----- | ----- | ------ | ------ |
| 2000/01                  | FC Volendam    | Nederland      | Eerste divisie | 25         | 5          | ?     | 0     | 25     | 5      |
| 2001/02                  | FC Volendam    | Nederland      | Eerste divisie | 29         | 10         | ?     | 1     | 29     | 11     |
| 2002/03                  | FC Volendam    | Nederland      | Eerste divisie | 32         | 11         | ?     | 0     | 32     | 11     |
| 2003/04                  | FC Volendam    | Nederland      | Eredivisie     | 15         | 3          | 3     | 0     | 18     | 3      |
| 2004/05                  | MVV            | Nederland      | Eerste divisie | 19         | 1          | ?     | 0     | 19     | 1      |
| 2005/06                  | FC Omniworld   | Nederland      | Eerste divisie | 23         | 3          | ?     | 1     | 23     | 4      |
| Carrièretotaal           | Carrièretotaal | Carrièretotaal | Carrièretotaal | 143        | 33         | ?     | 2     | 146    | 35     |
| Bijgewerkt op 8 mei 2020 |                |                |                |            |            |       |       |        |        |